# Lasioglossum saffordi
Lasioglossum saffordi är en biart som först beskrevs av Cockerell 1914.  Lasioglossum saffordi ingår i släktet smalbin, och familjen vägbin. Inga underarter finns listade i Catalogue of Life.